# Sigmar Gabriel
Sigmar Gabriel (Goslar, 12 settembre 1959) è un politico tedesco, ministro federale degli affari esteri dal 2017 al 2018. Contemporaneamente, ha anche ricoperto il ruolo di vicecancelliere della Germania.
Appartenente al Partito Socialdemocratico di Germania (SPD), è stato ministro presidente della Bassa Sassonia e ministro federale dell'ambiente e poi ministro federale dell'economia e dell'energia. Dal 13 novembre 2009 al 19 marzo 2017 è stato presidente (Vorsitzender) della SPD.

## Biografia
Ha compiuto studi in Letteratura tedesca, Politica e Sociologia a Gottinga.
Il 15 dicembre 1999, dopo le dimissioni di Gerhard Glogowski, che aveva a sua volta preso il posto di Gerhard Schröder, Gabriel divenne Presidente della Bassa Sassonia. Rimase in carica fino al 4 Marzo 2003, nominato capogruppo dell'SPD al parlamento regionale, vi rimase fino al 2005.
Eletto al Parlamento federale tedesco (Bundestag) nel 2005, per tutta la legislatura, fino al 28 ottobre 2009, è stato anche ministro dell'Ambiente nel governo Merkel, a maggioranza CDU-SPD (la cosiddetta Grosse Koalition).
Le elezioni federali del 2009 hanno visto il tracollo della SPD e la sua conseguente uscita dalla maggioranza. Il presidente del partito, Franz Müntefering, si è dimesso il 13 novembre 2009 e il congresso della SPD tenutosi a Dresda ha eletto Sigmar Gabriel nuovo presidente.
Dopo le elezioni federali del 2013, nelle quali i socialdemocratici migliorano il loro risultato di 2,7 punti percentuali, arrivando a 25,7 %, Gabriel ha proposto allearsi con la CDU/CSU in una grande coalizione perché ha ritenuto il partito Die Linke troppo poco affidabile soprattutto nella politica estera. Sulla scelta della coalizione per la prima volta nella storia della SPD vengono fatte delle primarie fra tutti gli iscritti del partito. Partecipa il 78 % degli iscritti. Il 75,96 % vota a favore della grande coalizione.
Con l'insediamento della grande coalizione nel Dicembre 2013 Gabriel ricopre il ruolo di vicecancelliere nel terzo governo Merkel; dal Dicembre 2013 al Gennaio 2017 è stato anche ministro dell'Economia e dell'Energia.